# 89. Infanterie-Division (Wehrmacht)
Die 89. Infanteriedivision war eine deutsche Infanteriedivision im Zweiten Weltkrieg.

## Geschichte

### Aufstellung
Die Division wurde am  5. Januar 1944 auf dem Truppenübungsplatz Bergen bei Celle im Wehrkreis X als Verband der 25. Aufstellungswelle gebildet. Die ersten zugeordneten Einheiten waren:
- Grenadier-Regiment 1055
- Grenadier-Regiment 1056
- Artillerie-Regiment 189
- Divisionseinheiten Nr. 189

Am 13. Februar 1944 wurde der in Aufstellung befindliche Verband nach Norwegen verlegt, das Unterstellungsverhältnis ist bis Mai 1944 nicht aus der Kriegsgliederung zu entnehmen. Ab Juni 1944 ist die Unterstellung beim Armeeoberkommando Norwegen dokumentiert und der Verband wird noch als in Aufstellung befindlich klassifiziert. Nach der alliierten Landung in der Normandie, Unternehmen Overlord, erfolgte die Verlegung nach Nordfrankreich in den Raum Amiens. Hier werden Ende Juni ein Füsilier-Bataillon 189, ein Feld-Ersatz-Bataillon 189 und die IV. Abteilung / Artillerie-Regiment 189 gebildet, wobei die Artillerieabteilung letztlich als IV. Abteilung / Artillerie-Regiment 1711 zur 711. Infanterie-Division abgegeben wurde.

### Verlegung nach Frankreich
Ab Juli 1944 ist der Verband dem LXXXI. (81.) Armee-Korps der 15. Armee bei der Heeresgruppe B im Raum Le Havre unterstellt. Sie kommt bei den Kämpfen gegen die alliierte Truppen in der Normandie z,u Einsatz.

### Vernichtung 1944
Nachdem die US-amerikanischen Truppen im August 1944 im Westen Frankreichs einen Frontdurchbruch erzwingen, wird die Masse des in Nordfrankreich stehenden deutschen Truppenkontingents letztlich von Westen her umgangen und zum Rückzug gezwungen. Hierbei wurde auch die 89. Infanterie-Division im Kessel von Falaise praktisch vernichtet. Reste der Division gehen im August mit dem II. (2.) Fallschirm-Korps der 7. Armee zur Heeresgruppe D an den Niederrhein. Dann wird der Verband im September mit dem LXXXVIII. ( 88.) Armee-Korps der 1. Fallschirm-Armee der Heeresgruppe B am Niederrhein eingesetzt.

### Wiederaufstellung 1944/45
Von Oktober bis Dezember 1944 kommt die Division mit dem LXXIV. (74.) Armee-Korps der 7. Armee an der deutschen Westgrenze in der Eifel zum Einsatz. In dieser Zeit wird das Personal der Luftwaffen-Festungs-Bataillone V (5), IX (9)  und XIV (14) gemäß Befehl vom 27. September 1944 zur Auffrischung der Division in diese eingegliedert. Per Befehl vom 21. Oktober 1944 folgt auch das Personal des Festungs-Infanterie-Bataillon 1403 der Wehrkreis VIII, der Infanterie-Ersatz-und-Ausbildungs-Bataillone 18, 58, 37, 317 und das des Pionier-Ersatz-und-Ausbildungs-Bataillons 253 aus dem Wehrkreis VI. Das eigene Divisions-Füsilier-Bataillon 189 erhält in diesem Zug die neu Nr. 89.
Im Januar 1945 gilt die Division als erneut aufgestellt und ist ab Januar 1945 dem LXVII. (67.) Armee-Korps der 15. Armee  in der Eifel unterstellt. Hierbei wird entsprechen der Organisations-Schemata eine Division neuer Art gebildet, welches über sieben infanteristische Bataillone verfügt.

### Vernichtung 1945
Die gerade neu formierte Division wird mit ihrem Korps (LXVII.) im Februar der 5. Panzer-Armee unterstellt und verliert in den Kämpfen in der Eifel bis März 1945 derart viele Offiziere und Mannschaften, dass diese erneut als soweit vernichtet gilt, dass sie neu aufgestellt werden muss. Die Reste der Division werden zur 326. Infanterie-Division im Raum Kassel geschickt.

### Wiederaufstellung vor Kriegsende
Per 8. April 1945 befiehlt die 19. Armee am Oberrhein eine dritte Neuaufstellung. Die Division wurde aber ab April 1945 beim Oberbefehlshaber West als in Umgliederung befindlich geführt. Hierfür sollen die Brigade Baur (bestehend vom  1. Februar 1945 bis zum 8. März 1945) und die Brigade 1005 (bestehend vom  8. Januar 1945 bis zum 8. März 1945) verwendet werden. Geplant war die Aufstellung:
- Grenadier-Regiment 1055 (aus Stab und I. Bataillon Grenadier-Regiment 6 Oberrhein sowie dem V. Zoll-Grenzschutz-Bataillon)
- Grenadier-Regiment 1056 (aus Stab und I. Bataillon Grenadier-Regiment 7 Oberrhein sowie dem VII. Zoll-Grenzschutz-Bataillon)
- Grenadier-Regiment 1063 (aus Stab und I. Bataillon Grenadier-Regiment 8 Oberrhein sowie dem XI. Zoll-Grenzschutz-Bataillon)
- Panzerjäger-Abteilung 189 (aus 5. Kompanie / schwerer Panzerjäger Kompanie VII)
- Artillerie-Regiment 189 (aus Festungs-Stamm-Artillerie-Regiment 1134 mit 2 Abteilungen und der III. Abteilung / Fest.Art.Abt. 1526)
- Pionier-Bataillon 189 (aus Stab Pionier-Bataillon 716, einer Kompanie Armee-Pionier-Schule, der Volkssturm-Pionier-Sprengkompanie 1005 und Baur sowie der Volkssturm-Sperrkompanie Freiburg und Lörrach)
- gemischte Nachrichten-Kompanie 189 (aus Nachrichten-Kompanie Brigade 1005, 1. Nachrichten-Kompanie VII. Zollgrenzschutz-Bataillon und Überresten der alten Nachrichten-Abteilung 189)
- Versorgungstruppen von der Brigade 1005

Die Durchführung dieser Neuaufstellung ist fraglich.